# Генерал Николай Г. Столетов (булевард в София)
„Генерал Николай Г. Столетов“ е булевард в София. Носи името на руския генерал Николай Столетов.
Простира се между ул. „Зайчар“ при бул. „Сливница“ на юг и бул. „Княгиня Мария Луиза“ на север.

## Обекти
На бул. „Ген. Н. Г. Столетов“ или в неговия район се намират следните обекти (от юг на север):
- 43 ОУ „Христо Смирненски“
- Столична следствена служба
- Централен софийски затвор
- НЦЗПБ катедра Вирусология
- Площад „Самарско знаме“
- 14 СОУ „Проф. д-р Асен Златаров“
- Областен онкологичен диспансер
- СБАЛ „Йоан Павел“
- 5 МБАЛ